# Kenedi János
Kenedi János (Budapest, 1947. július 12. –) magyar író, műkritikus. A Máshonnan Beszélő társszerkesztője.

## Életpályája
Szülei: Kenedi Péter vegyész technikus és Erdélyi Éva bérelszámoló. 1966–1968 között a Budapester Rundschau gyakornoka, szerkesztője és filmkritikusa volt. 1967-1968 között a MÚOSZ Újságíró Iskola diákja volt. Legmagasabb végzettsége: érettségi. 1969–1970 között a Magvető Könyvkiadónál szerkesztő, később szabadfoglalkozású, majd a Magyar Tudományos Akadémia 1956-os Dokumentációs és Kutató Intézetének kézirattárosa volt. Közben az illegális demokratikus ellenzék egyik vezető alakja is volt. 1984 óta Szabó Zoltán műveit rendezi sajtó alá. 1988 óta a Nyilvánosság Klub ügyvivője, 1990 óta a Nyilvánosság Klub Ars Scribendi című könyvsorozatának szerkesztője. 1989 óta a Holmi alapító szerkesztője, a 2000 és a Századvég munkatársa. 1990 óta az 1956-os Intézet tudományos munkatársa. 2002-ben az SZDSZ országgyűlési képviselőjelöltje volt. 2007-től az állambiztonsági irategyesítés törvényességét értékelő bizottság elnöke volt a bizottság 2010 decemberében történő megszüntetéséig.

## Művei
- Írók a moziban. Antológia; összeáll., szerk. Kenedi János; Magvető, Bp., 1971
- Profil. Válogatás 34 szerző nyilvánosságra szánt, de meg nem jelent írásaiból; összeáll. Kenedi János, 1977 (szamizdatgyűjtemény)
- A film és a többi művészet (antológia, 1977)
- Film + Zene = Filmzene? (antológia, 1978)
- Bibó-emlékkönyv (társszerző, 1980)
- Egy főkolompos délelőttjei. Haraszti Miklós bemutatja Kenedi Jánost; AB, Bp., 1982
- "Tiéd az ország, magadnak építed ...". Szatirikus elbeszélés; Magyar Füzetek, Párizs, 1981 (Magyar Füzetek könyvei), szociográfia
- A magyar demokratikus ellenzék válsága. Előadás; elhangzott Budapesten, 1984. február 25-én, egy baráti társaságban; ABC Független, Bp., 1984
- Isten éltessen, Pista! Kemény István 60. születésnapjára; szerk. Havas Gábor, Kenedi János, Kozák Gyula; s.n., s.l., 1985
- Elhülyülésem története... és egyéb balgaságok; Dialogues Européens, Malakoff 1986 (Magyar Füzetek könyvei)
- "A halál és a leányka". Változatok '56 témájára; AB Független, Bp., 1987
- A forradalom hangja. Magyarországi rádióadások 1956. október 23–november 9.; szerk., előszó, Kenedi János, utószó Varga László; Századvég–Nyilvánosság Klub, Bp., 1989 (Századvég füzetek)
- Az igazság a Nagy Imre ügyben; szerk. Kenedi János, előszó Kende Péter, jegyz. Hegedűs B. András, Varga László; Századvég–Nyilvánosság Klub, Bp., 1989 (Századvég füzetek)
- K. Havas Géza: Talpra, halottak! Publicisztikai írások 1937–1944 (sajtó alá rendezte, 1990)
- Gáspár Zoltán: Közjogi villongások. Publicisztikai írások (sajtó alá rendezte, 1990)
- A halál és a leányka. Válogatott esszék; Századvég, Bp., 1992
- Kis állambiztonsági olvasókönyv. Október 23. – március 15. – június 16. a Kádár-korszakban; összeáll. Kenedi János; Magvető, Bp., 1996
- A fogoly Bibó István vallomásai az 1956-os forradalomról; összeáll., bev., jegyz. Kenedi János, előszó Kende Péter, dokumentumvál. S. Varga Katalin; 1956-os Intézet, Bp., 1996 ('56)
- K. belügyi iratfelmérő jelentése a kastélyból; Magvető, Bp., 2000
- Hálózati munkára nem alkalmas. K. belügyi iratfelmérő újabb jelentései; Magvető, Bp., 2015

## Műfordításai
- Zs. Medvegyev: A levelezés titkosságát a törvény garantálja (1989)

## Díjai
- Bibó István-díj (1982)
- Joseph Pulitzer-emlékdíj (1991)
- Toleranciadíj (1999)
- A Soros Alapítvány alkotói díja (2000)
- A Magyar Köztársaság Elnökének Aranyérme (2000)
- A Nemzetek Emlékezete-díj (2014)
- Budapest díszpolgára (2020)